# توبي موريس
توبي موريس (بالإنجليزية: Toby Morris)‏ هو محامي وقاضي وسياسي أمريكي، ولد في 28 فبراير 1899 في غرانبوري في الولايات المتحدة، وتوفي في 1 سبتمبر 1973 في لوتون في الولايات المتحدة. حزبياً، نشط في الحزب الديمقراطي. وقد انتخب قاضي (1937 – 1946) وانتخب مدع (1925 – 1929) وانتخب عضو مجلس النواب الأمريكي.